# Leah Dizon
Leah Dizon (リア・ディゾン, Ria Dizon) (Leah Donna Dizon, Las Vegas, 24 de setembro de 1986) é uma apresentadora de televisão, modelo, gravure idol (espécie de modelo) e cantora nipo-americana. Nascida e criada em Las Vegas, mudou-se para Tóquio em 2006 para prosseguir uma carreira no entretenimento.

## Vida
Dizon nasceu em Las Vegas, Nevada. Sua mãe é Franco-Americana, e seu pai é Chinês-Filipino. Ela é a quarta dos seis irmãos: ela tem dois irmãos mais velhos, uma irmã mais velha e dois irmãos. Diz que cresceu ouvindo rock e R&B. Teve lições de dança e estava no teatro de sua escola. Depois de se formar no colegial, Dizon se mudou para Los Angeles, Califórnia.

## Carreira
A carreira de Dizon iniciou-se aos 19 anos quando um contrato foi oferecido a ela por uma empresa de talentos japonesa. Ela posou em um anúncio de companhia telefônica e fez aparições em eventos como "booth babe" (Modelo Promocional). Algumas fotos foram feitas para várias revistas em seguida. Logo depois, ela se mudou para Tokyo.
Em outubro de 2006, lançou seu primeiro photobook (álbum de fotos), intitulado Petite Amie (Namorada em Francês), que foi classificado como o terceiro best-selling photobook de 2006 e 2007.
Em 14 de Fevereiro de 2007, lançou seu primeiro single físico, "Softly", pela gravadora Victor Entertainment. Ela alcançou o número # 7 na Oricon Weekly Chart. No mesmo dia, também lançou seu segundo álbum de fotos intitulada Hello! Leah, que foi classificada como a segunda melhor vendas de photobook de 2007.
Em 30 de Maio de 2007 Dizon lançou seu segundo single "Koi Shiyō" (恋しよう♪), Que também alcançou a posição # 7 na Oricon Weekly Chart. é descrito como um 'grooving, up-tempo dance song' e as características individuais 2 B-sides: "Could you be that one?" e "Aishiteru～ Love Story" (アイシテル～ Love Story). Koi Shiyō foi usada em um anúncio de TV da série Alemã Lotte, enquanto "Could you be that one?" foi utilizado em um anúcio de Ninja Gaiden Sigma para PlayStation 3, com Dizon estrelando em ambos os comerciais.
Seu terceiro single, intitulado "L・O・V・E U" foi lançado em 8 de agosto de 2007.
Em 12 de Setembro de 2007, Dizon lançou seu primeiro álbum, Destiny Line. A Edição CD + DVD contém 14 faixas, 10 das quais foram escritas por Leah mesma. A edição única de CD contém o remix de "Koi Shiyō", chamado "Koi Shiyō♪ (Yasutaka Nakata-Capsule Mix)".
O terceiro álbum de Dizon, intitulado Heaven, foi lançado 5 de outubro de 2007. Ele inclui um DVD.
Dizon lançou seu quarto single, intitulado "Love Paradox", em 26 de março de 2008. A faixa-título lembra uma música ocidentalizada urbana e o lado B, "Under the Same Sky, " é uma balada mid-tempo. No mesmo dia, também lançou seu quarto álbum de fotos, "Pure Leah."
Em 18 de abril foi anunciado que a canção "Under the Same Sky" seria usada como tema para o drama japonês Tokyo Prom Queen. Leah também fará uma participação especial no show como Naomi, a rainha do baile de finalistas do ano anterior.
Seu quinto single, "Vanilla", foi lançado em 24 de Junho de 2008. Seu segundo álbum, Communication!!!, foi lançado em 20 de Agosto de 2008.
O primeiro concerto de Dizon em DVD, LIVE Communication!!!, foi lançado em 10 de Dezembro de 2008. O DVD apresenta performances ao vivo de canções de seus dois álbuns.

## Vida pessoal
Em 10 de Outubro de 2008, Dizon casou-se com um estilista japonês. Ela revelou que está grávida em seu site oficial. Estes estágios iniciais foram narrados e anunciados durante a Communication!!! Album Tour de Dizon, vários dias depois do casamento.
O casal teve seu primeiro filho, uma menina chamada Mila (美蘭, Mira), em 24 de abril de 2009. Dizon declarou que espera fazer um retorno para a indústria do entretenimento.
Em 30 de Outubro de 2016, Dizon retorna à sua carreira de modelo, figurando como capa e em matéria especial para a revista japonesa Weekly Playboy.
Em 14 de Dezembro de 2012, Dizon anuncionou que fechou contrato com uma agência de talhentos nos EUA, e também aceitaria qualquer oferta de trabalho japonesa, caso recebesse alguma.  A revista Josei Jishin reelatou em junho de 2013 que o ex-marido de Dizon, Bun, havia parado de pagar pensão alimentícia para sua filha, que foi a principal razão pela qual Dizon retornou ao Japão, antes de se mudar para Las Vegas com sua mãe e filha..
Em 2018, Dizon estava no último ano da Nevada State University, com especialização em psicologia social, era uma Bolsista McNair,e tinha planos de cursar pós-graduação. Ela se formou magna cum laude em 2019.

## Aparições
Dizon tem sido procurada por inúmeras marcas para endossar seus produtos. Ao longo de sua carreira, ela promoveu produtos que variaram de Eletrônica (Sony Cybershot) para salgadinhos diversos e cosméticos. Entre os produtos que ela tem anunciados na televisão são Recruit, Lotte, PlayStation 3, JVC, Coca-Cola, Fuji, e Kao Corporation.

## Filmografia

### Filmes
- Traffic in the Sky (トラフィック・イン・ザ・スカイ) (2007)
- Kiba Gaiden (呀＜KIBA＞ ～暗黒騎士鎧伝～) (2011)

### Televisão
- Webtama como co-apresentadora (2007)
- Sakigake Ongaku Banzuke Vegas como apresentadora(2007)
- J-Melo como apresentadora (2007)

### Peças Teatrais
- Words Yakusoku / Uragiri: Subete, Ushinawareshi Mono no Tame (2009)
- To Drop Atomic Bombs on Hiroshima (2009)

- Traffic in the Sky como Liane (2007)

## Discografia

### Singles
| Título                    | Informação | Vendas                               |
| ------------------------- | --- | ------------------------------------ |
| Fever (com Kylie Minogue) | 1st digital single (Digital download) - Lançado: 5 de Outubro de 2006 - Oricon Top 20 Weekly Peak: n/a - Do Álbum: Non-Album single | n/a                                  |
| Softly                    | Debut/1st single - Lançado: 14 de Fevereiro de 2007 - Oricon Top 20 Weekly Peak: 7 - Do Álbum: Destiny Line                         | 48,554 cópias vendidas (upd 6/21/07) |
| Koi Shiyō♪ (恋しよう♪)    | 2nd single - Lançado: 30 de Maio de 2007 - Oricon Top 20 Weekly Peak: 7 - Do Álbum: Destiny Line                                    | 49,251 cópias vendidas (upd 8/25/07) |
| L・O・V・E U              | 3rd single - Lançado: 8 de Agosto de 2007 - Oricon Top 20 Weekly Peak: 14 - Do Álbum: Destiny Line                                  | 16,240 cópias vendidas (upd 8/21/07) |
| Love Paradox              | 4th single - Lançado: 26 de Março de 2008 - Oricon Top 20 Weekly Peak: 15 - From Album: Communication!!!                            | 10,998 cópias vendidas               |
| Vanilla                   | 5th single - Lançado 25 de Junho de 2008 - Oricon Top 30 Weekly Peak: 26 - Do Álbum: Communication!!!                               | 8,312 cópias vendidas                |

### Concerto de DVD
- Live Communication!!! (2008)

### Trilhas sonoras para jogos
- "Everlasting Love + You" (Katamari Forever) (2009)[23]
- "Bomb a Head!" (Samurai & Dragons version part. Leah Dizon) (Samurai & Dragons) (2013)[24]

### Álbuns
| Informação do Álbum                                                                         | Cópias Vendidas |
| ------------------------------------------------------------------------------------------- | --------------- |
| Destiny Line - 1.º Álbum - Lançado: 12 de Setembro de 2007 - Oricon top 200 position: #9    | 55,091          |
| Communication!!! - 2.º Álbum - Lançado: 20 de Agosto de 2008 - Oricon top 200 position: #16 | 13,533          |

### Mini-albums
| Título        | Detalhes do Álbum                                                                        |
| ------------- | ---------------------------------------------------------------------------------------- |
| For the World | - Lançado em: 24 de Julho de 2019 - Rótulo: Tokyo Rabbit - Formato: CD, download digital |